# Katarína Knechtová
Katarína Knechtová, detta anche Katka (Prešov, 14 marzo 1981), è una cantante slovacca.

## Biografia
Ha iniziato la sua carriera musicale entrando a far parte del gruppo IMT Smile, il cui leader era leader Ivan Tásler. Dopo lo scioglimento del gruppo, avvenuto nel 1997, Katarína è entrata a far parte del gruppo Peha insieme al batterista Martin Migaš che già faceva parte degli IMT Smile.
Nel 1999 il gruppo Peha ha ricevuto il premio come rivelazione dell'anno, e nel 2001 e nel 2005 Katka ha ricevuto il premio come miglior cantante slovacca. Ha ricevuto altri premi nel 2006 e nel 2007 in qualità di cantante dell'anno. Nel 2008, ha deciso di lasciare la band Peha per intraprendere una carriera da solista.
Il 1º dicembre 2008 ha pubblicato il suo primo album di studio da solista, Zodiak, che è stato certificato disco di platino in Slovacchia per aver venduto più di 13 000 copie. Il singolo promozionale che ha preceduto l'album è stato Vo svetle žiariacich hviezd (letteralmente, alla luce delle stelle luccicanti), e ha passato 12 settimane alla posizione #1 nella classifica ufficiale slovacca. Dall'album sono stati pubblicati altri tre singoli: V tichu, V krajine zázrakov e Všetko inak vyzerá. Ha inoltre registrato altre tre canzoni, due prima dell'uscita dell'album di debutto (Do batôžka e Môj Bože) e una per il campionato mondiale di calcio 2010, Slovensko na nohy.

## Discografia

### Album in studio
| Anno | Dettagli                                                                                            | Posizione massima | Posizione massima | Vendite e certificazioni                      |
| Anno | Dettagli                                                                                            | CZE               | SLK               | Vendite e certificazioni                      |
| ---- | --------------------------------------------------------------------------------------------------- | ----------------- | ----------------- | --------------------------------------------- |
| 2008 | Zodiak - Pubblicazione: 1º dicembre 2008 - Etichetta: Universal Music Slovakia                      | 20                | 1                 | - Slovacchia: 13 000 copie (Disco di platino) |
| 2012 | Tajomstvá / Love and Regret - Pubblicazione: 13 febbraio 2012 - Etichetta: Universal Music Slovakia | 9                 | 99                |                                               |
| 2015 | Prežijú len milenci - Pubblicazione: 20 ottobre 2015 - Etichetta: Universal Music Slovakia          | 55                | 51                |                                               |

### Raccolte
| Anno | Dettagli                                                                       | Posizione massima | Posizione massima | Vendite e certificazioni |
| Anno | Dettagli                                                                       | CZE               | SLK               | Vendite e certificazioni |
| ---- | ------------------------------------------------------------------------------ | ----------------- | ----------------- | ------------------------ |
| 2016 | Premeny - Pubblicazione: 21 ottobre 2016 - Etichetta: Universal Music Slovakia | —                 | 6                 |                          |

### Singoli
| Anno | Singolo                     | Posizioni massime | Posizioni massime | Album               |
| Anno | Singolo                     | CZE               | SLK               | Album               |
| ---- | --------------------------- | ----------------- | ----------------- | ------------------- |
| 2008 | Do batôžka                  | —                 | 16                | solo singolo        |
| 2008 | Môj Bože                    | 1                 | 1                 | Zodiak              |
| 2008 | Vo svetle žiariacich hviezd | 13                | 2                 | Zodiak              |
| 2009 | V tichu                     | 15                | 3                 | Zodiak              |
| 2009 | V krajine zázrakov          | —                 | 45                | Zodiak              |
| 2010 | Všetko inak vyzerá          | —                 | 15                | Zodiak              |
| 2010 | Slovensko na nohy           | —                 | 50                | solo singolo        |
| 2011 | To musí byť len láskou      | —                 | 19                | Tajomstvá           |
| 2011 | Zopár slov                  | —                 | 37                | Tajomstvá           |
| 2012 | Zmier svetlo s tomu         | —                 | 5                 | Tajomstvá           |
| 2012 | Zločin                      | 95                | 30                | Tajomstvá           |
| 2013 | Keby                        | —                 | 43                | Tajomstvá           |
| 2013 | Isabel                      | 67                | 41                | Prežijú len milenci |
| 2014 | Naveky                      | —                 | 1                 | Prežijú len milenci |
| 2015 | Motýľ hlavolam              | —                 | 13                | Prežijú len milenci |
| 2015 | Bezpečné priepasti          | —                 | 9                 | Prežijú len milenci |
| 2016 | Fea                         | 54                | 14                | Premeny             |